# Mount Joern
Mount Joern är ett berg i Antarktis. Det ligger i Östantarktis. Nya Zeeland gör anspråk på området. Toppen på Mount Joern är 2 510 meter över havet.
Terrängen runt Mount Joern är kuperad söderut, men norrut är den platt. Trakten är obefolkad. Det finns inga samhällen i närheten.